# Barras
Barras là một đô thị thuộc bang Piauí, Brasil. Đô thị này có diện tích 1721,586 km², dân số năm 2007 là 43417 người, mật độ 25,22 người/km².